# Anna Bitner-Wróblewska
Anna Bitner-Wróblewska (ur. 21 lipca 1957 roku w Grudziądzu) – polska uczona, doktor archeologii, specjalizująca się w archeologii okresu rzymskiego i wędrówek ludów w Europie, ze szczególnym uwzględnieniem Bałtów, ich relacjami z sąsiadami oraz kontaktami w basenie Morza Bałtyckiego. Jest autorką kilku publikacji książkowych oraz ponad 70 artykułów.

## Życiorys
Szkołę średnią ukończyła w Bydgoszczy. W latach 1976–1981 studiowała archeologię na Uniwersytecie Warszawskim, uzyskując tytuł magistra na podstawie pracy Star-footed brooches and their derivates from the south-eastern zone of the Baltic Sea as an element of European stamp ornamentation, napisanej pod kierunkiem prof. Jerzego Okulicza-Kozaryna. Tytuł doktora na Uniwersytecie Warszawskim w 1999 na podstawie pracy From Samland to Rogaland. East-West connections in the Baltic basin during Early Migration Period, przygotowanej pod kierunkiem prof. Wojciecha Nowakowskiego. W 2013 habilitowała się na Uniwersytecie Jagiellońskim.
Od 1981 zatrudniona w Państwowym Muzeum Archeologicznym w Warszawie. Od 1998 jest kierownikiem  działu Archeologii Bałtów. W latach 1997–2001 wykładała w Instytucie Archeologii Uniwersytetu Warszawskiego. Od 2003 jest kustoszem dyplomowanym.

## Projekty badawcze
- Od 1997 bierze udział w projekcie Monumenta Archaeologica Barbarica, mającego na celu publikację wybranych cmentarzysk z okresu rzymskiego i wędrówek ludów w Polsce. Ponadto jest autorem jednego tomu (Netta) oraz redaktorem dwóch innych (Nadkole i Weklice).
- Od 2000 organizuje we współpracy z prof. Jerzym Okuliczem Kozarynem, dr. Wojciechem Wróblewskim w Państwowym Muzeum Archeologicznym Seminaria Bałtyjskie.
- W 2003 zorganizowała międzynarodową konferencję naukową "20 lat kultury bogaczewskiej".
- Od 2004 przewodniczy projektowi Szupiły, w ramach którego przygotowywana jest monografia tego ośrodka osadniczego.
- W 2004 współorganizowała wraz z dr Mindaugasem Bertašiusem (Kaunas Technical School) międzynarodową konferencję Transformatio mundi The transition from late Migration Period to Early Viking Age.
- W latach 2005–2008 współoprowadziła wraz z prof. Ulla Lund Hansen z Uniwersytetu w Kopenhadze projekt Archaeology and heritage culture. Contacts across the Baltic Sea during the Iron Age.
- Od 2008 bierze udział w projekcie Ostbalticum (wraz dr Tomaszem Nowakiewiczem z Uniwersytetu Warszawskiego, dr. Aleksandrą Rzeszotatrska-Nowakiewicz z Instytutu Archeologii i Etnologii Polskiej Akademii Nauk). W ramach którego przygotowywane są publikacje źródeł archiwalnych dotyczących archeologii basenu morza bałtyckiego.

## Redaktor prac
- Kultura bogaczewska w 20 lat później. Materiały z konferencji, 26-27 marca 2003, Warszawa, Seminarium Bałtyjskie I, Warszawa 2007.
- Archeologiczne księgi inwentarzowe dawnego Prussia-Museum. Die archäologischen Inventarbücher aus dem ehemaligen Prussia-Museum. Archeologičeskije inventarnyje knigi byvšego muzuja „Prussia”, Aestiorum Hereditas I, Olsztyn 2008.
- Bałtowie i ich sąsiedzi. Marian Kaczyński in memoriam, Seminarium Bałtyjskie II, Warszawa 2009.
- Worlds apart? Contacts across the Baltic Sea in the Iron Age. Network Denmark-Poland, 2005-2008 (wraz z U. Lund Hansen), Nordiske Fortidsminder, Serie C, 7, Copenhagen-Warszawa 2010.
- Ponadto katalog trzech wystaw Starożytności Litwy, Kernavė – litewska Troja, Skarby starożytnej Łotwy.
- Członek grup redakcyjnych czasopism Archaeologia Balticai Lietuvos Archeologija.

## Wybrane publikacje monograficzne
- From Samland to Rogaland. East-West connections in the Baltic basin during the Early Migration Period, Warszawa 2001.
- Netta. A Balt Cemetery in Northeastern Poland, "Monumenta Archaeologica Barbarica XII", Warszawa 2007.
- Latvijas arheoloģiskās senlietas polijas krātuvēs. Zabytki łotewskie w zbiorach polskich, (współautorzy: J. Ciglis, A. Radiņš) "Latvijas Kultūrvēsturiskais Mantojums Ārzemju Krātuvēs 2. Arheoloģija", Rīga 2005.
- Ocalona historia Prus Wschodnich. Archeologiczne księgi inwentarzowe dawnego Prussia-Museum. Ostpreußens gerettete Geschichte. Die archäologischen Inventarbücher aus dem ehemaligen Prussia-Museum. Spasennaja istorija Vostočnoj Prussii. Archeologičeskije inventarnyje knigi byvšego muzeja „Prussia”, (współautorzy: T. Nowakiewicz, A. Rzeszotarska-Nowakiewicz, W. Wróblewski) Warszawa 2008.

## Wybrane artykuły
- Elementy bałtyjskie w kulturze wielbarskiej, [w:] "Kultura wielbarska w młodszym okresie rzymskim. Materiały z konferencji" (red. J. Gurba, A. Kokowski), t. II, Lublin 1989, s. 161-177.
- Zapinki z gwiaździstą i łopatkowatą nóżką z południowo-wschodnich wybrzeży Bałtyku, „Wiadomości Archeologiczne”, LI/1 1991 (1986-1990), s. 49-90.
- Between Scania and Samland. From Studies of Stylistic links in the Baltic Basin during the Early Migration Period, „Fornvännen” 86, 1991, s. 225-241.
- Z badań nad ozdobami emaliowanymi w kulturze wielbarskiej. Na marginesie kolekcji starożytności Paula Schachta z Malborka, „Wiadomości Archeologiczne” LII/2 1993 (1991-1992), s. 115-131.
- Z badań nad ceramiką zachodniobałtyjską w okresie wędrówek ludów. Problem tzw. kultury sudowskiej, "Barbaricum" t. 3, Warszawa 1994, s. 219-241.
- Long Distance – Close Connections. Norway and the Balt Lands during Migration Period, „Universitetets Oldsaksammling Årbok 1993/1994”, Oslo 1995, s. 171-189.
- Early Migration Period in the Mazurian Lakeland – Phantom or Reality?, [w:] Die spätrömische Kaiserzeit und die frühe Völkerwanderungszeit in Mittel- und Osteuropa (red. M. Mączyńska, T. Grabarczyk), Łódź 2000, s. 153-167.
- Observers or participants? The Balts during turbulent epoch, [w:] "The turbulent epoch. New materials from the Late Roman Period and the Migration Period", I (red. B. Niezabitowska- Wiśniewska, M. Juściński, P. Łuczkiewicz, S. Sadowski), Monumenta Studia Gothica V, Lublin 2009, s. 97–112.
- Die Periodisierung der Gräberfelder von Tumiany (Daumen) und Kielary (Kellaren). Ein Beitrag zur Diskussion über den Ursprung der Olsztyn-Gruppe, [w:] F. Jakobson, Die Brandgräberfelder von Daumen und Kellaren im Kreise Allenstein, Ostpr. Daumen und Kellaren – Tumiany i Kielary, 1 (red. A. Bitner-Wróblewska, C. von Carnap-Bornheim, J. Ciglis, V. Hilberg, W. Nowakowski), Schriften des Archäologischen Landesmuseums 9, Neumünster 2009, s. 397–414.